# 紀元前178年
紀元前178年（きげんぜん178ねん）は、ローマ暦の年である。

## 他の紀年法
- 干支 : 癸亥
- 日本
  - 孝元天皇37年
  - 皇紀483年
- 中国
  - 前漢 : 文帝2年
- 朝鮮
  - 檀紀2156年
- 仏滅紀元 : 367年
- ユダヤ暦 : 3583年 - 3584年

## できごと

### ローマ帝国
- プラエトルのルキウス・ポストゥミウス・アルビヌスはVaccaeiとLusitaniの征服の後、勝利を祝福した。

### ギリシア
- マケドニア王国の王になった後のペルセウスの最初の仕事の1つは、マケドニア王国とローマ帝国の間の条約の更新だった。ペルセウスはマケドニア軍を構築し、北方のギリシア同盟やセレウコス朝の王セレウコス4世と提携を結ぶために探りを入れた。